# 26954 Скадіанг
26954 Скадіанг (26954 Skadiang) — астероїд головного поясу, відкритий 25 червня 1997 року.
Тіссеранів параметр щодо Юпітера — 3,526.